# Tephritis valida
Tephritis valida är en tvåvingeart som först beskrevs av Friedrich Hermann Loew 1858.  Tephritis valida ingår i släktet Tephritis och familjen borrflugor. Inga underarter finns listade i Catalogue of Life.